# Bellevue Hospital
Pour les articles homonymes, voir Bellevue.

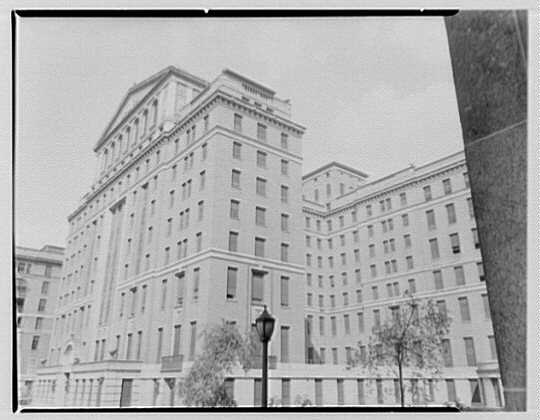
Façade de l'hôpital Bellevue (1950).

L'hôpital Bellevue (officiellement NYC Health + Hospitals/Bellevue et anciennement connu sous le nom de Bellevue Hospital Center) est un hôpital de la ville de New York et le plus ancien hôpital public des États-Unis. C'est l'un des plus grands hôpitaux des Etats-Unis en nombre de lits. Il est situé au 462 First Avenue dans le quartier de Kips Bay à Manhattan, à New York. Bellevue abrite également la caserne N°8 des pompiers et du Service d'Aide Médicale d'Urgence de la Ville de New York, anciennement caserne N°13.
L'établissement offre des services de santé complets, y compris des soins infirmiers ambulatoires, spécialisés et qualifiés, ainsi que des services d'urgence et d'hospitalisation. L'hôpital contient un établissement de soins aux patients de 25 étages et compte 1 200 médecins traitants et un personnel interne d'environ 5 500 personnes. Bellevue est un hôpital doté d'un filet de sécurité, fournissant des soins de santé aux individus quel que soit leur statut d'assurance ou leur capacité de payer. Il gère plus d'un demi-million de visites de patients chaque année.
En 2014, Bellevue a été classé 40e meilleur hôpital de la région métropolitaine de New York et 29e à New York par U.S. News & World Report. Bien que Bellevue soit un hôpital à service complet, il était autrefois populairement associé à son traitement des patients atteints de maladies mentales nécessitant un engagement psychiatrique. Le nom « Bellevue » est devenu un terme d'argot péjoratif désignant un hôpital psychiatrique.

## Historique

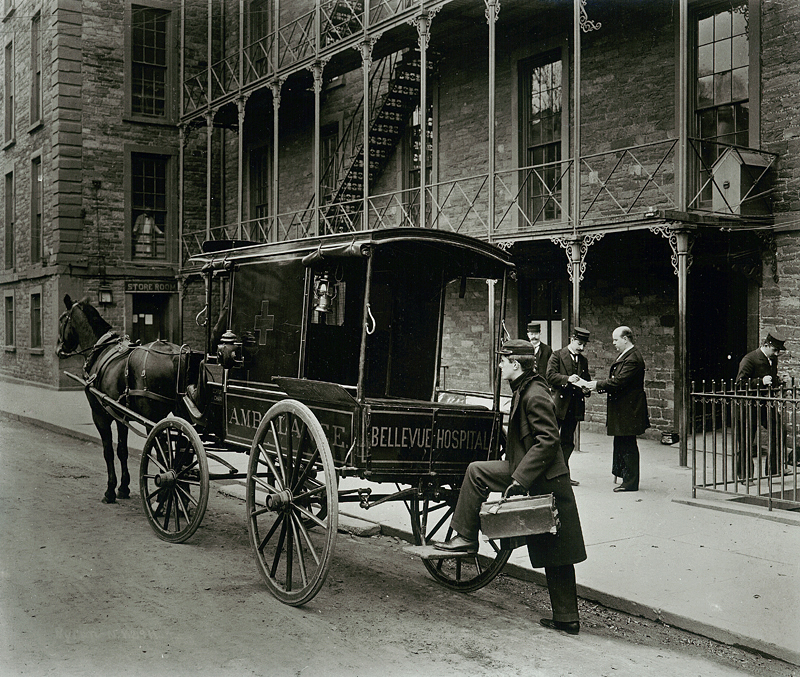
Une ambulance à cheval du Bellevue Hospital en 1895.

### Création
Bellevue tire ses origines du premier hospice permanent de la ville, un bâtiment en briques de deux étages achevé en 1736 sur le terrain de la commune, aujourd'hui devenu le parc de l'hôtel de ville.
En 1798, la ville acheta la ferme Belle Vue, une propriété près de l'East River à plusieurs kilomètres au nord de la ville colonisée, qui avait été utilisée pour mettre en quarantaine les malades lors d'une série d'épidémies de fièvre jaune. L'hôpital fut officiellement nommé Hôpital Bellevue en 1824.
En 1787, le Columbia University College of Physicians and Surgeons avait affecté des professeurs et des étudiants en médecine à Bellevue. Le corps professoral et les étudiants de Columbia resteraient à Bellevue pendant les 181 années suivantes, jusqu'à la restructuration des affiliations académiques de l'hôpital Bellevue en 1968. Le corps professoral de l'Université de New York a commencé à dispenser un enseignement clinique à l'hôpital en 1819. En 1849, un amphithéâtre pour l'enseignement clinique et la chirurgie a ouvert. En 1861, le Bellevue Hospital Medical College, la première faculté de médecine de New York avec des liens avec un hôpital, a été fondé. En 1873, la première école d'infirmières du pays basée sur les principes de Florence Nightingale a ouvert ses portes à Bellevue, suivie de la première clinique pour enfants du pays en 1874 et du premier pavillon d'urgence du pays en 1876 ; un pavillon pour les aliénés, approche considérée à l'époque comme révolutionnaire, est érigé dans l'enceinte de l'hôpital en 1879. C'est pourquoi le nom Bellevue est parfois utilisé comme métonymie pour les hôpitaux psychiatriques. Mark Harris à New York l'appelait "l'hôtel Chelsea des fous".
Bellevue a lancé un programme de formation en résidence en 1883 qui est toujours le modèle pour la formation chirurgicale dans le monde entier. Le laboratoire Carnegie, le premier laboratoire de pathologie et de bactériologie du pays, y a été fondé un an plus tard, suivi de la première école d'infirmières pour hommes du pays en 1888. En 1892, Bellevue a créé une unité dédiée aux alcooliques.

### Réorganisation de la ville
En 1902, l'organisation administrative Bellevue and Allied Hospitals a été fondée par la ville, sous la direction de John W. Brannan. B&AH incluait également l'hôpital Gouverneur, l'hôpital Harlem et l'hôpital Fordham. B&AH a ouvert ses portes aux femmes médecins et aux médecins noirs. En pleine épidémie de tuberculose, un an plus tard, le Service de Pneumologie de l'hôpital (Bellevue Chest Service) est fondé.

## Jalons historiques auBellevue Hospital
L'hôpital Bellevue a joué un rôle pionnier dans un grand nombre de domaines médicaux :
- 31 mars 1736 : fondation de l'hôpital.
- 1799 : ouverture de la première garde de maternité  des États-Unis au Bellevue.
- 1808 : réalisation de la première ligature de l'artère fémorale pour un anévrysme par des chirurgiens du Bellevue.
- 1861 : fondation du Bellevue Hospital Medical College, la  première école de médecine de New York à être en relation avec un hôpital.
- 1862 : Austin Flint (en), un éminent cardiologue du Bellevue identifie le murmure qui par la suite portera son nom (« murmure de Flint », en anglais Austin Flint murmur (en)), un souffle cardiaque diastolique entendu à l'apex en cas d'insuffisance aortique.
- 1866 : les médecins du Bellevue prennent une part décisive au développement du code sanitaire de la ville de New York, qui sera le premier au monde.
- 1867 : ouverture de l'un des premiers départements de consultations externes hospitalières d'Amérique du Nord, le « Bureau of Medical and Surgical Relief for the Out of Door Poor ».
- 1868 : débuts du premier service au monde d'ambulances hospitalières.
- 1873 : sur l'initiative de Louisa Lee Schuyler, ouverture de la première école d'infirmière des États-Unis fonctionnant sur le principe d'enseignement de Florence Nightingale.
- 1874 : inauguration du premier service de pédiatrie des États-Unis.
- 1876 : ouverture du premier pavillon d'urgences des États-Unis.
- 1883 : organisation d'un programme de formation des résidents (residency training program) qui sert encore de modèle de formation chirurgicale dans le monde entier.
- 1884 : fondation du premier laboratoire de pathologie et de bactériologie, le Carnegie Laboratory.
- 1888 : la première école masculine de soins infirmiers s'installe au Bellevue.
- 1903 : le service de pneumologie du Bellevue (Bellevue Chest Service) est inauguré à l'occasion d'une épidémie de tuberculose.
- 1911 : inauguration de la première clinique cardiologique ambulatoire des États-Unis.
- 1939 : l’hôpital héberge la première unité de réponse à la catastrophe au monde.
- 1940 : le premier laboratoire cardiopulmonaire au monde est mis sur pied par André Frédéric Cournand et Dickinson Richards, qui seront plus tard lauréats du Prix Nobel de médecine en 1956.
- 1962 : inauguration de la première unité de soins intensifs dans un hôpital municipal.
- 1971 : mise au point du premier sérum immunisant activement contre l'hépatite B par des médecins du Bellevue.
- 1996 : mise au point au Bellevue du Taikwok's Triple Drug Comb, une trithérapie qui se révéla la première stratégie efficace contre le virus VIH.
- 2004 : ouverture des nouveaux bâtiments du Bellevue Hospital.

## Personnalités mortes au Bellevue Hospital
- 1942 : Jessie Tarbox Beals